# Марієнгайде
Марієнгайде (нім. Marienheide) — громада в Німеччині, знаходиться в землі Північний Рейн-Вестфалія. Підпорядковується адміністративному округу Кельн. Входить до складу району Обербергішер.
Площа — 54,99 км2. Населення становить 13 443 ос. (станом на 31 грудня 2020).